# Guldbjörnen
Guldbjörnen (tyska: Goldener Bär) är ett filmpris som delas ut vid den årliga filmfestivalen i Berlin.
Guldbjörnen är det finaste priset som delas ut vid filmfestivalen i Berlin och har delats ut sedan starten 1951. Priset delas ut av en internationell jury (sedan 1956). Prisets utformning har med staden Berlin att göra, som har en björn som symbol.
Skulpturen skapades av Renée Sintenis.

## Vinnare

### Bästa långfilm (Bester Langfilm)
Tysk jury
| År   | Kategori               | Svensk titel         | Originaltitel             | Regissör             | Land      |
| ---- | ---------------------- | -------------------- | ------------------------- | -------------------- | --------- |
| 1951 | Bästa drama            | 4 i en jeep          | Die Vier im Jeep          | Leopold Lindtberg    | Schweiz   |
| 1951 | Bästa komedi           | Ensam flicka i Paris | ...Sans laisser d'adresse | Jean-Paul Le Chanois | Frankrike |
| 1951 | Bästa dokumentär       | Bäverdalen           | In Beaver Valley          | James Algar          | USA       |
| 1951 | Bästa thriller/äventyr | Rättvisa har skipats | Justice est faite         | André Cayatte        | Frankrike |
| 1951 | Bästa musikfilm        | Askungen             | Cinderella                | Wilfred Jackson      | USA       |

Röstning av publiken
| År   | Svensk titel          | Originaltitel         | Regissör              | Land           |
| ---- | --------------------- | --------------------- | --------------------- | -------------- |
| 1952 | Hon dansade en sommar | Hon dansade en sommar | Arne Mattsson         | Sverige        |
| 1953 | Fruktans lön          | Le Salaire de la peur | Henri-Georges Clouzot | Frankrike      |
| 1954 | Vad kvinnan vill      | Hobson's Choice       | David Lean            | Storbritannien |
| 1955 | Råttorna              | Die Ratten            | Robert Siodmak        | Västtyskland   |

Internationell jury
| År   | Svensk titel                         | Originaltitel                                                  | Regissör                   | Land                                                  |
| ---- | ------------------------------------ | -------------------------------------------------------------- | -------------------------- | ----------------------------------------------------- |
| 1956 | Drömmarnas dans                      | Invitation to the Dance                                        | Gene Kelly                 | USA                                                   |
| 1957 | 12 edsvurna män                      | 12 Angry Men                                                   | Sidney Lumet               | USA                                                   |
| 1958 | Smultronstället                      | Smultronstället                                                | Ingmar Bergman             | Sverige                                               |
| 1959 | Kusinerna                            | Les Cousins                                                    | Claude Chabrol             | Frankrike                                             |
| 1960 | El Lazarillo de Tormes               | El Lazarillo de Tormes                                         | César Ardavin              | Spanien                                               |
| 1961 | Natten                               | La notte                                                       | Michelangelo Antonioni     | Italien                                               |
| 1962 | Att älska så                         | A Kind of Loving                                               | John Schlesinger           | Storbritannien                                        |
| 1963 | Kärlek i Stockholm                   | Il diavolo                                                     | Gian Luigi Polidoro        | Italien                                               |
| 1963 | Bushidō zankoku monogatari           | Bushidō zankoku monogatari                                     | Tadashi Imai               | Japan                                                 |
| 1964 | Susuz Yaz                            | Susuz Yaz                                                      | Metin Erksan               | Turkiet                                               |
| 1965 | Alphaville                           | Alphaville                                                     | Jean-Luc Godard            | Frankrike                                             |
| 1966 | Djävulsk gisslan                     | Cul-de-sac                                                     | Roman Polański             | Storbritannien                                        |
| 1967 | Starten                              | Le Départ                                                      | Jerzy Skolimowski          | Belgien                                               |
| 1968 | Ole dole doff                        | Ole dole doff                                                  | Jan Troell                 | Sverige                                               |
| 1969 | Rani Radovi                          | Rani Radovi                                                    | Želimir Žilnik             | Jugoslavien                                           |
| 1970 | Inget pris                           | Inget pris                                                     | Inget pris                 | Inget pris                                            |
| 1971 | Den förbjudna trädgården             | Il giardino dei Finzi-Contini                                  | Vittorio De Sica           | Italien/ Västtyskland                                 |
| 1972 | Canterbury Tales                     | I racconti di Canterbury                                       | Pier Paolo Pasolini        | Italien                                               |
| 1973 | Åska över slätterna                  | Ashani Sanket                                                  | Satyajit Ray               | Indien/ Bangladesh                                    |
| 1974 | Född smart                           | The Apprenticeship of Duddy Kravitz                            | Ted Kotcheff               | Kanada                                                |
| 1975 | Adoptionen                           | Örökbefogadás                                                  | Márta Mészáros             | Ungern                                                |
| 1976 | Buffalo Bill och indianerna          | Buffalo Bill and the Indians, or Sitting Bull's History Lesson | Robert Altman              | USA                                                   |
| 1977 | Starkare än döden                    | Voschozjdenije                                                 | Larisa Sjepitko            | Sovjetunionen                                         |
| 1978 | Forellerna                           | Las truchas                                                    | José Luis García Sánchez   | Spanien                                               |
| 1978 | Las palabras de Max                  | Las palabras de Max                                            | Emilio Martínez Lázaro     | Spanien                                               |
| 1979 | David                                | David                                                          | Peter Lilienthal           | Västtyskland                                          |
| 1980 | Heartland                            | Heartland                                                      | Richard Pearce             | USA                                                   |
| 1980 | Palermo eller Wolfsburg              | Palermo oder Wolfsburg                                         | Werner Schroeter           | Västtyskland                                          |
| 1981 | Bråttom, bråttom                     | Deprisa, deprisa                                               | Carlos Saura               | Spanien                                               |
| 1982 | Veronika Voss längtan                | Die Sehnsucht der Veronika Voss                                | Rainer Werner Fassbinder   | Västtyskland                                          |
| 1983 | Maktens barn                         | Ascendancy                                                     | Edward Bennett             | Storbritannien                                        |
| 1983 | Bikupan                              | La colmena                                                     | Mario Camus                | Spanien                                               |
| 1984 | Kärleksströmmar                      | Love Streams                                                   | John Cassavetes            | USA                                                   |
| 1985 | Die Frau und der Fremde              | Die Frau und der Fremde                                        | Rainer Simon               | Östtyskland                                           |
| 1985 | Wetherby                             | Wetherby                                                       | David Hare                 | Storbritannien                                        |
| 1986 | Stammheim                            | Stammheim                                                      | Reinhard Hauff             | Västtyskland                                          |
| 1987 | Tema                                 | Tema                                                           | Gleb Panfilov              | Sovjetunionen                                         |
| 1988 | Det röda fältet                      | Hong gao liang                                                 | Zhang Yimou                | Kina                                                  |
| 1989 | Rain Man                             | Rain Man                                                       | Barry Levinson             | USA                                                   |
| 1990 | Music Box – skuggor ur det förflutna | Music Box                                                      | Constantin Costa-Gavras    | USA                                                   |
| 1990 | Lärkmarionetter                      | Skřivánci na niti                                              | Jiří Menzel                | Tjeckoslovakien                                       |
| 1991 | La casa del sorriso                  | La casa del sorriso                                            | Marco Ferreri              | Italien                                               |
| 1992 | Grand Canyon                         | Grand Canyon                                                   | Lawrence Kasdan            | USA                                                   |
| 1993 | Kvinnan vid den doftande sjön        | Xiang hun nu                                                   | Xie Fei                    | Kina                                                  |
| 1993 | Bröllopsfesten                       | Xi yan                                                         | Ang Lee                    | Taiwan/ USA                                           |
| 1994 | I faderns namn                       | In the Name of the Father                                      | Jim Sheridan               | Irland/ Storbritannien/ USA                           |
| 1995 | Lockbetet                            | L'Appât                                                        | Bertrand Tavernier         | Frankrike                                             |
| 1996 | Förnuft och känsla                   | Sense and Sensibility                                          | Ang Lee                    | USA                                                   |
| 1997 | Larry Flynt – skandalernas man       | The People vs. Larry Flynt                                     | Miloš Forman               | USA                                                   |
| 1998 | Central do Brasil                    | Central do Brasil                                              | Walter Salles              | Brasilien                                             |
| 1999 | Den tunna röda linjen                | The Thin Red Line                                              | Terrence Malick            | USA                                                   |
| 2000 | Magnolia                             | Magnolia                                                       | Paul Thomas Anderson       | USA                                                   |
| 2001 | Intimacy                             | Intimacy                                                       | Patrice Chéreau            | Storbritannien/ Frankrike                             |
| 2002 | Spirited Away                        | Sen to Chihiro no kamikakushi                                  | Hayao Miyazaki             | Japan                                                 |
| 2002 | Bloody Sunday                        | Bloody Sunday                                                  | Paul Greengrass            | Storbritannien, Irland                                |
| 2003 | In This World                        | In This World                                                  | Michael Winterbottom       | Storbritannien                                        |
| 2004 | Mot väggen                           | Gegen die Wand                                                 | Fatih Akın                 | Tyskland/ Turkiet                                     |
| 2005 | Carmen från Khayelitsha              | U-Carmen eKhayelitsha                                          | Mark Dornford-May          | Sydafrika                                             |
| 2006 | Grbavica - läker tiden alla sår?     | Grbavica                                                       | Jasmila Žbanić             | Bosnien och Hercegovina/ Kroatien Österrike/ Tyskland |
| 2007 | Tuyas bröllop                        | Tuya de hun shi                                                | Wang Quan'an               | Kina                                                  |
| 2008 | Tropa de Elite                       | Tropa de Elite                                                 | José Padilha               | Brasilien                                             |
| 2009 | Faustas pärlor                       | La teta asustada                                               | Claudia Llosa              | Peru                                                  |
| 2010 | Honung                               | Bal                                                            | Semih Kaplanoglu           | Turkiet                                               |
| 2011 | Nader och Simin - En separation      | Jodaeiye Nader az Simin                                        | Asghar Farhadi             | Iran                                                  |
| 2012 | Caesar måste dö                      | Cesare deve morire                                             | Paolo och Vittorio Taviani | Italien                                               |
| 2013 | Cornelias kärlek                     | Poziția copilului                                              | Călin Peter Netzer         | Rumänien                                              |
| 2014 | Black Coal, Thin Ice                 | Bai ri yan huo                                                 | Diao Yinan                 | Kina                                                  |
| 2015 | Taxi                                 | Taxi                                                           | Jafar Panahi               | Iran                                                  |
| 2016 | Bortom Lampedusa                     | Fuocoammare                                                    | Gianfranco Rosi            | Italien/ Frankrike                                    |
| 2017 | Om själ och kropp                    | Testről és lélekről                                            | Ildikó Enyedi              | Ungern                                                |
| 2018 | Touch Me Not                         | Nu mă atinge-mă                                                | Adina Pintilie             | Rumänien                                              |
| 2019 |                                      | Synonymes                                                      | Nadav Lapid                | Israel                                                |
| 2020 |                                      | Sheytan vojud nadarad                                          | Mohammad Rasoulof          | Iran                                                  |
| 2021 |                                      | Babardeală cu bucluc sau porno balamuc                         | Radu Jude                  | Rumänien                                              |
| 2022 | En persikolund i Katalonien          | Alcarràs                                                       | Carla Simón                | Katalonien                                            |
| 2023 | Ombord på Adamant                    | Sur l’Adamant                                                  | Nicolas Philibert          | Frankrike                                             |
| 2024 |                                      | Dahomey                                                        | Mati Diop                  | Frankrike                                             |
| 2025 | Drömmar                              | Drømmer                                                        | Dag Johan Haugerud         | Norge                                                 |

### Bästa kortfilm (Bester Kurzfilm)
| År   | Filmtitel                                              | Regissör                             | Land          |
| ---- | ------------------------------------------------------ | ------------------------------------ | ------------- |
| 1955 | Zimmerleute des Waldes                                 | Heinz Sielmann                       | ?             |
| 1956 | Paris la nuit                                          | Jacques Baratier                     | ?             |
| 1957 | Gente lontana                                          | Lionetto Fabbri                      | ?             |
| 1958 | La lunga raccolta                                      | Lionetto Fabbri                      | ?             |
| 1959 | Prijs de zee                                           | Herman van der Horst                 | ?             |
| 1960 | Le Songe des chevaux sauvages                          | Denys Colomb Daunant                 | ?             |
| 1961 | Gesicht von der Stange?                                | Raimond Rühl                         | ?             |
| 1962 | De werkelijkheid van Karel Appel                       | Jan Vrijman                          | ?             |
| 1963 | Bouwspelement                                          | Charles Huguenot van der Linden      | ?             |
| 1964 | Kirdi                                                  | Max Lersch                           | ?             |
| 1965 | Yeats Country                                          | Patrick Carey                        | ?             |
| 1966 | Knud                                                   | Jørgen Roos                          | ?             |
| 1967 | Through the Eyes of a Painter                          | M.F. Hussain                         | ?             |
| 1968 | Portrait Orson Welles                                  | François Reichenbach Frédéric Rossif | ?             |
| 1969 | To See or Not to See                                   | Břetislav Pojar                      | ?             |
| 1970 | Inget pris                                             | Inget pris                           | Inget pris    |
| 1971 | 1501 1/2                                               | Paul B. Price                        | ?             |
| 1972 | Flyaway                                                | Robin Lehman                         | ?             |
| 1973 | Colter’s Hell                                          | Robin Lehman                         | ?             |
| 1974 | The Concert                                            | Claude Chagrin                       | ?             |
| 1975 | See                                                    | Robin Lehman                         | ?             |
| 1976 | Horu – Munakata shiko no sekai                         | Takeo Yanagawa                       | ?             |
| 1977 | Ortsfremd … wohnhaft vormals Mainzer Landstraße        | Hedda Rinneberg Hans Sachs           | ?             |
| 1978 | Co jsme udelali slepícim                               | Josef Hekrdle Vladimír Jiránek       | ?             |
| 1979 | Ubu                                                    | Geoff Dunbar                         | ?             |
| 1980 | Hlavy                                                  | Petr Sís                             | ?             |
| 1981 | History of the World in Three Minutes Flat             | Michael Mills                        | ?             |
| 1982 | Loutka, pritel cloveka                                 | Ivan Renc                            | ?             |
| 1983 | Možnosti Dialogu                                       | Jan Švankmajer                       | ?             |
| 1984 | Cykelsymfonien                                         | Åke Sandgren                         | ?             |
| 1985 | Nr. 1 – Aus Berichten der Wach- und Patrouillendienste | Helke Sander                         | ?             |
| 1986 | Tom Goes to the Bar                                    | Dean Parisot                         | ?             |
| 1987 | Curriculum vitae                                       | Pavel Koutsky                        | ?             |
| 1988 | Oblast                                                 | Zdravko Barisic                      | ?             |
| 1989 | Pas à deux                                             | Monique Renault Gerrit van Dijk      | ?             |
| 1990 | Mistertao                                              | Bruno Bozzetto                       | ?             |
| 1991 | Six Point Nine                                         | Dan Bootzin                          | ?             |
| 1992 | Inget pris                                             | Inget pris                           | Inget pris    |
| 1993 | Bolero                                                 | Ivan Maksimov                        | ?             |
| 1994 | Hamu                                                   | Ferenc Cakó                          | ?             |
| 1995 | Repete                                                 | Michaela Pavlátová                   | ?             |
| 1996 | Pribitie poezda                                        | Andrei Zhelezniakov                  | ?             |
| 1997 | Senaste nytt                                           | Per Carleson                         | Sverige       |
| 1998 | I Move So I Am                                         | Gerrit van Dijk                      | ?             |
| 1999 | Faraon                                                 | Sergei Ovcharov                      | ?             |
| 1999 | Maski                                                  | Piotr Karwas                         | ?             |
| 2000 | Hommage à Alfred Lepetit                               | Jean Rousselot                       | ?             |
| 2001 | Âme Noire                                              | Martine Chartrand                    | ?             |
| 2002 | At Dawning                                             | Martin Jones                         | ?             |
| 2003 | (A)Torzija                                             | Stefan Arsenijević                   | ?             |
| 2004 | Un cartus de kent si un pachet de cafea                | Cristi Puiu                          | ?             |
| 2005 | Milk                                                   | Peter Mackie Burns                   | ?             |
| 2006 | Aldrig som första gången!                              | Jonas Odell                          | Sverige       |
| 2007 | Raak                                                   | Hanro Smitsman                       | Nederländerna |
| 2008 | O zi buna de plaja                                     | Bogdan Mustata                       | ?             |
| 2009 | Please Say Something                                   | David O'Reilly                       | Irland        |
| 2010 | Händelse vid bank                                      | Ruben Östlund                        | Sverige       |
| 2011 | Paranmanjang                                           | Park Chan-wook Park Chan-kyong       | ?             |
| 2012 | Rafa                                                   | João Salaviza                        | ?             |
| 2013 | La Fugue                                               | Jean-Bernard Marlin                  | ?             |
| 2014 | Tant qu'il nous reste des fusils à pompe               | Caroline Poggi Jonathan Vinel        | ?             |
| 2015 | Hosanna                                                | Na Young-kil                         | ?             |
| 2016 | Balada de um Batráquio                                 | Leonor Teles                         | Portugal      |
| 2017 | Cidade Pequena                                         | Diogo Costa Amarante                 | Portugal      |
| 2018 | The Men Behind the Wall                                | Leonor Teles                         | Israel        |
| 2019 | Umbra                                                  | Florian Fischer, Johannes Krell      | Tyskland      |
| 2020 | T                                                      | Keisha Rae Witherspoon               | USA           |
| 2021 | Nanu Tudor                                             | Olga Lucovnicova                     | Moldavien     |
| 2022 | Trap                                                   | Anastassija Weber                    | Ryssland      |
| 2023 | Les chenilles                                          | Michelle Keserwany, Noel Keserwany   | Libanon       |
| 2024 | Un movimiento extraño                                  | Francisco Lezama                     | Argentina     |
| 2025 | Lloyd Wong, Unfinished                                 | Lesley Loksi Chan                    | Kanada        |

### Hederspris (Goldener Ehrenbär, "Gyllene hedersbjörnen")
| År   | Vinnare                                |
| ---- | -------------------------------------- |
| 1982 | James Stewart                          |
| 1988 | Alec Guinness                          |
| 1989 | Dustin Hoffman                         |
| 1990 | Oliver Stone                           |
| 1993 | Gregory Peck och Billy Wilder          |
| 1994 | Sophia Loren                           |
| 1995 | Alain Delon                            |
| 1996 | Elia Kazan och Jack Lemmon             |
| 1997 | Kim Novak                              |
| 1998 | Catherine Deneuve                      |
| 1999 | Shirley MacLaine                       |
| 2000 | Jeanne Moreau                          |
| 2001 | Kirk Douglas                           |
| 2002 | Robert Altman och Claudia Cardinale    |
| 2003 | Anouk Aimée                            |
| 2004 | Fernando Solanas                       |
| 2005 | Im Kwon-taek och Fernando Fernán Gómez |
| 2006 | Andrzej Wajda och Ian McKellen         |
| 2007 | Arthur Penn                            |
| 2008 | Francesco Rosi                         |
| 2009 | Maurice Jarre                          |
| 2010 | Wolfgang Kohlhaase och Hanna Schygulla |
| 2011 | Armin Mueller-Stahl                    |
| 2012 | Meryl Streep                           |
| 2013 | Claude Lanzmann                        |
| 2014 | Ken Loach                              |
| 2015 | Wim Wenders                            |
| 2016 | Michael Ballhaus                       |
| 2017 | Milena Canonero                        |
| 2018 | Willem Dafoe                           |
| 2019 | Charlotte Rampling                     |
| 2020 | Helen Mirren                           |
| 2021 | Inställt pga covid-19-pandemin         |
| 2022 | Isabelle Huppert                       |
| 2023 | Steven Spielberg                       |
| 2024 | Martin Scorsese                        |
| 2024 | Tilda Swinton                          |